# Longyang, Gansu
Longyang är en köping i nordvästra Kina. Den ligger i Tongwei härad i staden Dingxi i provinsen Gansu, omkring 160 kilometer sydost om provinshuvudstaden Lanzhou. Antalet invånare är 11 797. Befolkningen består av 5 940 kvinnor och 5 857 män. Barn under 15 år utgör 22,0 %, vuxna 15-64 år 66 %, och äldre över 65 år 11,0 %.